# Lucchese 1905 2019-2020
Questa voce raccoglie le informazioni riguardanti la Lucchese 1905 S.S.D. nelle competizioni ufficiali della stagione 2019-2020.

## Divise e sponsor
Il fornitore tecnico per la stagione 2019-2020 è Joma.
| Casa | Trasferta |

## Rosa
| N. |                    | Ruolo | Calciatore        |
| -- | ------------------ | ----- | ----------------- |
|    | Italia (bandiera)  | P     | Giacomo Agozzino  |
|    | Italia (bandiera)  | P     | Jacopo Coletta    |
|    | Italia (bandiera)  | P     | Andrea Fontanelli |
|    | Italia (bandiera)  | P     | Niccolò Luglio    |
|    | Romania (bandiera) | P     | Eduard Marinca    |
|    | Italia (bandiera)  | D     | Maikol Benassi    |
|    | Italia (bandiera)  | D     | Lorenzo Coselli   |
|    | Italia (bandiera)  | D     | Michele Dinelli   |
|    | Albania (bandiera) | D     | Aleksander Liçi   |
|    | Italia (bandiera)  | D     | Giacomo Ligorio   |
|    | Italia (bandiera)  | D     | Mattia Lucarelli  |
|    | Italia (bandiera)  | D     | Federico Papini   |
|    | Italia (bandiera)  | D     | Lorenzo Pardini   |
|    | Italia (bandiera)  | D     | Edoardo Soldati   |
|    | Italia (bandiera)  | D     | Rocco Visibelli   |
|    | Italia (bandiera)  | C     | Diego Bartolomei  |
|    | Italia (bandiera)  | C     | Michel Cruciani   |

| N. |                     | Ruolo | Calciatore            |
| -- | ------------------- | ----- | --------------------- |
|    | Italia (bandiera)   | C     | Filippo Fazzi         |
|    | Italia (bandiera)   | C     | Giorgio Lionetti      |
|    | Italia (bandiera)   | C     | Matteo Meucci         |
|    | Italia (bandiera)   | C     | Giovanni Nannelli     |
|    | Italia (bandiera)   | C     | Matteo Nolè           |
|    | Italia (bandiera)   | C     | Simone Presicci       |
|    | Italia (bandiera)   | C     | Matteo Remorini       |
|    | Camerun (bandiera)  | A     | Jonathan Bitep        |
|    | Italia (bandiera)   | A     | Nicola Falomi         |
|    | Italia (bandiera)   | A     | Mattia Gallon         |
|    | Senegal (bandiera)  | A     | Serigne Ousmane Gueye |
|    | Italia (bandiera)   | A     | Pasquale Iadaresta    |
|    | Italia (bandiera)   | A     | Matteo Panati         |
|    | Italia (bandiera)   | A     | Nazzareno Tarantino   |
|    | Italia (bandiera)   | A     | Andrea Vignali        |
|    | Moldavia (bandiera) | A     | Emin Yener            |

## Calciomercato

### Sessione estiva (dall'1/7 al 2/9)
| Acquisti | Acquisti               | Acquisti            | Acquisti   |
| R.       | Nome                   | da                  | Modalità   |
| -------- | ---------------------- | ------------------- | ---------- |
| P        | Jacopo Coletta         |                     | svincolato |
| P        | Andrea Fontanelli      | Prato               | svincolato |
| P        | Eduard Marinca         |                     | svincolato |
| D        | Gabriele Balleri       | Livorno             | svincolato |
| D        | Maikol Benassi         |                     | svincolato |
| D        | Lorenzo Coselli        | Prato               | svincolato |
| D        | Michele Dinelli        | Real Forte Querceta | svincolato |
| D        | Pierfrancesco Giuliani | Pontedera           | svincolato |
| D        | Aleksander Liçi        | Ponsacco            | svincolato |
| D        | Giacomo Ligorio        | AZ Picerno          | svincolato |
| D        | Mattia Lucarelli       | Livorno             | prestito   |
| D        | Federico Papini        | Sangiovannese       | svincolato |
| D        | Lorenzo Pardini        | Capezzano           | svincolato |
| D        | Rocco Visibelli        | Real Forte Querceta | svincolato |
| C        | Michel Cruciani        | Badesse             | svincolato |
| C        | Matteo Meucci          | Delta Porto Tolle   | svincolato |
| C        | Giovanni Nannelli      | Fiorentina          | svincolato |
| C        | Matteo Nolè            | Ghivizzano          | svincolato |
| C        | Simone Presicci        | Margine Coperta     | prestito   |
| C        | Matteo Remorini        | Ghivizzano          | svincolato |
| C        | Nazzareno Tarantino    |                     | svincolato |
| A        | Nicola Falomi          | Santarcangelo       | svincolato |
| A        | Matteo Panati          | Carrarese           | prestito   |
| A        | Andrea Vignali         | Real Forte Querceta | svincolato |

| Cessioni | Cessioni | Cessioni | Cessioni |
| R.       | Nome     | a        | Modalità |
| -------- | -------- | -------- | -------- |

### Sessione di dicembre(dall'2/12 al 23/12)
| Acquisti | Acquisti           | Acquisti            | Acquisti   |
| R.       | Nome               | da                  | Modalità   |
| -------- | ------------------ | ------------------- | ---------- |
| P        | Giacomo Agozzino   | Real Forte Querceta | prestito   |
| P        | Niccolò Luglio     | Vastogirardi        | svincolato |
| A        | Mattia Gallon      | Licata              | svincolato |
| A        | Pasquale Iadaresta | Foggia              | svincolato |

| Cessioni | Cessioni          | Cessioni    | Cessioni   |
| R.       | Nome              | a           | Modalità   |
| -------- | ----------------- | ----------- | ---------- |
| P        | Andrea Fontanelli |             | svincolato |
| P        | Eduard Marinca    |             | svincolato |
| D        | Lorenzo Coselli   | Castelnuovo | svincolato |
| D        | Rocco Visibelli   | Tuttocuoio  | svincolato |
| A        | Nicola Falomi     | Cannara     | svincolato |

### Sessione invernale(dal 2/1 al 31/1)
| Acquisti | Acquisti         | Acquisti | Acquisti   |
| R.       | Nome             | da       | Modalità   |
| -------- | ---------------- | -------- | ---------- |
| D        | Edoardo Soldati  | Venezia  | svincolato |
| C        | Giorgio Lionetti | Rimini   | svincolato |

| Cessioni | Cessioni | Cessioni | Cessioni |
| R.       | Nome     | a        | Modalità |
| -------- | -------- | -------- | -------- |

## Risultati

### Serie D

#### Girone di andata
| Arbitro: | Lingamoorthy (Genova) |

|                         |           |                         |
| Meucci 23’ Remorini 43’ | Marcatori | 34’ Melandri 57’ Varano |

| Arbitro: | Cusumano (Caltanissetta) |

|                 |           |             |
| Castelletto 61’ | Marcatori | 10’ Benassi |

| Arbitro: | Lipizer (Verona) |

|              |           |                            |
| Nannelli 11’ | Marcatori | 51’ Di Paola 56’ Lazzarini |

| Arbitro: | Sfira (Pordenone) |

|                    |           |              |
| Lucatti 25’ (rig.) | Marcatori | 90+2’ Falomi |

| Lucca 29 settembre 2019, ore 15:00 CEST 5ª giornata | Lucchese            | 0 – 0 | Sanremese | Stadio Porta Elisa\| Arbitro: \| Campobasso (Formia) \| |
| Arbitro:                                            | Campobasso (Formia) |       |           |                                                         |

| Arbitro: | D'Eusanio (Faenza) |

|                            |           |             |
| Buglio 19’ (rig.) Mair 75’ | Marcatori | 32’ Vignali |

| Arbitro: | Diop (Treviglio) |

|                     |           |  |
| Cruciani 66’ (rig.) | Marcatori |  |

| Genova 20 ottobre 2019, ore 15:00 CEST 8ª giornata | Ligorna          | 0 – 0 | Lucchese | Campo sportivo Ligorna "A"\| Arbitro: \| Dorillo (Torino) \| |
| Arbitro:                                           | Dorillo (Torino) |       |          |                                                              |

| Arbitro: | Pileggi (Bergamo) |

|                                 |           |  |
| Cruciani 39’ (rig.) Benassi 51’ | Marcatori |  |

| Arbitro: | Gangi (Enna) |

|  |           |             |
|  | Marcatori | 9’ Cruciani |

| Arbitro: | Marangone (Udine) |

|           |           |             |
| Fazzi 37’ | Marcatori | 28’ Austoni |

| Arbitro: | Di Nosse (Nocera Inferiore) |

|                          |           |                  |
| Podestà 67’ Giordani 75’ | Marcatori | 11’, 60’ Vignali |

| Arbitro: | Papale (Torino) |

|                      |           |  |
| Meucci 32’ Fazzi 83’ | Marcatori |  |

| Arbitro: | Schiavon (Treviso) |

|                      |           |                                     |
| Scaringella 28’, 76’ | Marcatori | 82’ Vignali 89’ Papini 90+4’ Falomi |

| Arbitro: | Manzo (Torre Annunziata) |

|                         |           |           |
| Cruciani 53’ Papini 89’ | Marcatori | 85’ Basso |

| Arbitro: | Peletti (Torino) |

|  |           |              |
|  | Marcatori | 42’ Cruciani |

| Arbitro: | Pacella (Roma 2) |

|             |           |  |
| Vignali 59’ | Marcatori |  |

#### Girone di ritorno
| Arbitro: | Madonia (Palermo) |

|  |           |           |
|  | Marcatori | 14’ Fazzi |

| Arbitro: | Villa (Rimini) |

|  |           |            |
|  | Marcatori | 34’ Ravasi |

| Arbitro: | Cutrufo (Catania) |

|                     |           |              |
| Di Paola 17’ (rig.) | Marcatori | 40’ Remorini |

| Arbitro: | Rizzello (Casarano) |

|                        |           |  |
| Iadaresta 58’ Nolè 77’ | Marcatori |  |

| Arbitro: | Lovison (Padova) |

|                 |           |                         |
| Gagliardini 29’ | Marcatori | 58’ Meucci 88’ Nannelli |

| Arbitro: | Gemelli (Messina) |

|                     |           |                     |
| Iadaresta 6’ (rig.) | Marcatori | 90+3’ (aut.) Papini |

| Arbitro: | Baratta (Rossano) |

|                       |           |                        |
| Disabato 90+2’ (rig.) | Marcatori | 41’ Cruciani 65’ Bitep |

| Arbitro: | Pistarelli (Fermo) |

|               |           |  |
| Iadaresta 65’ | Marcatori |  |

| Fossano 1º marzo 2020 26ª giornata | Fossano | – (annullata) | Lucchese | Stadio Angelo Pochissimo |

| Lucca 8 marzo 2020 26ª giornata | Lucchese | – (annullata) | Prato | Stadio Porta Elisa |

| Verbania 22 marzo 2020 28ª giornata | ASDC Verbania | – (annullata) | Lucchese | Stadio Carlo Pedroli |

| Lucca 29 marzo 2020 29ª giornata | Lucchese | – (annullata) | Seravezza | Stadio Porta Elisa |

| Sarzana 5 aprile 2020 30ª giornata | Fezzanese | – (annullata) | Lucchese | Stadio Miro Luperi |

| Lucca 9 aprile 2020 31ª giornata | Lucchese | – (annullata) | Caronnese | Stadio Porta Elisa |

| Lavagna 19 aprile 2020 32ª giornata | Lavagnese | – (annullata) | Lucchese | Stadio Edoardo Riboli |

| Lucca 26 aprile 2020 33ª giornata | Lucchese | – (annullata) | Bra | Stadio Porta Elisa |

| Vado Ligure 3 maggio 2020 34ª giornata | Vado | – (annullata) | Lucchese | Stadio Ferruccio Chittolina |

### Coppa Italia Serie D
| Arbitro: | Ferrieri Caputi (Livorno) |

|  |           |              |
|  | Marcatori | 69’ Cruciani |

| Arbitro: | Pirriatore (Bologna) |

|                        |           |                                           |
| Presicci 35’ Bitep 55’ | Marcatori | 21’ (rig.) Mizerli 44’ Torrini 53’ Calosi |

## Statistiche

### Statistiche di squadra
| Competizione         | M.Pt | Punti | In casa | In casa | In casa | In casa | In casa | In casa | In trasferta | In trasferta | In trasferta | In trasferta | In trasferta | In trasferta | Totale | Totale | Totale | Totale | Totale | Totale | D.R. |
| Competizione         | M.Pt | Punti | G       | V       | N       | P       | Gf      | Gs      | G            | V            | N            | P            | Gf           | Gs           | G      | V      | N      | P      | Gf     | Gs     | D.R. |
| -------------------- | ---- | ----- | ------- | ------- | ------- | ------- | ------- | ------- | ------------ | ------------ | ------------ | ------------ | ------------ | ------------ | ------ | ------ | ------ | ------ | ------ | ------ | ---- |
| Serie D              | 1,92 | 48    | 13      | 7       | 4       | 2       | 16      | 8       | 12           | 6            | 5            | 1            | 16           | 11           | 25     | 13     | 9      | 3      | 32     | 19     | +13  |
| Coppa Italia Serie D | -    | -     | 1       | 0       | 0       | 1       | 2       | 3       | 1            | 1            | 0            | 0            | 1            | 0            | 2      | 1      | 0      | 1      | 3      | 3      | 0    |
| Totale               | 1,92 | 48    | 14      | 7       | 4       | 3       | 18      | 11      | 13           | 7            | 5            | 1            | 17           | 11           | 27     | 14     | 9      | 4      | 35     | 22     | +13  |

### Andamento in campionato
| Giornata  | 1 | 2  | 3  | 4  | 5  | 6  | 7  | 8  | 9  | 10 | 11 | 12 | 13 | 14 | 15 | 16 | 17 | 18 | 19 | 20 | 21 | 22 | 23 | 24 | 25 | 26 | 27 | 28 | 29 | 30 | 31 | 32 | 33 | 34 |
| --------- | - | -- | -- | -- | -- | -- | -- | -- | -- | -- | -- | -- | -- | -- | -- | -- | -- | -- | -- | -- | -- | -- | -- | -- | -- | -- | -- | -- | -- | -- | -- | -- | -- | -- |
| Luogo     | C | T  | C  | T  | C  | T  | C  | T  | C  | T  | C  | T  | C  | T  | C  | T  | C  | T  | C  | T  | C  | T  | C  | T  | C  | T  | C  | T  | C  | T  | C  | T  | C  | T  |
| Risultato | N | N  | P  | N  | N  | P  | V  | N  | V  | V  | N  | N  | V  | V  | V  | V  | V  | V  | P  | N  | V  | V  | N  | V  | V  | –  | –  | –  | –  | –  | –  | –  | –  | –  |
| Posizione | 9 | 11 | 12 | 13 | 15 | 15 | 14 | 13 | 11 | 9  | 10 | 9  | 9  | 6  | 3  | 3  | 3  | 2  | 2  | 2  | 2  | 1  | 2  | 1  | 1  | –  | –  | –  | –  | –  | –  | –  | –  | –  |

Legenda:

Luogo: C = Casa; T = Trasferta. Risultato: V = Vittoria; N = Pareggio; P = Sconfitta.